# Hé, Arnold! – A film
A Hé, Arnold! – A film egy 2002-es egész estés animációs mozifilm, mely az azonos című rajzfilmsorozat alapján készült. A film Arnold, Gerald és Helga kalandjait követi nyomon, akik megpróbálják megakadályozni egy gazdag üzletember mesterkedéseit, aki a lakótelep helyére egy hatalmas bevásárlóközpontot akar építeni. 2002. június 28-án került a mozikba, és Magyarországon is bemutatásra került. A film szereplői és szinkronszínészei – a magyar változatban is – túlnyomórészt megegyeznek a sorozatban láthatóakkal.

## Cselekmény
Egy kosármeccsről hazatérve Arnold és Gerald megdöbbenve látják, hogy egy bizonyos Sheck, a FutureTech Iparvállalat vezérigazgatója azt tervezi, hogy lerombolja a teljes lakótelepet, hogy egy hatalmas bevásárlóközpontot építsen a helyére. Aznap este Helga is felfedezi, hogy az apja, Big Bob is az építkezés támogatója, hiszen így a mobilüzlete egy még nagyobb helyre költözhetne a tervezett bevásárlóközpontban. Bár Arnold iránt érzett szerelme miatt sokáig hezitál, végül az apja oldalára áll.
Arnold egy tüntetést szervez az építkezés ellen, amit Sheck emberei megfúrnak, ezért törvényellenessé nyilvánítják azt, nagymamáját pedig letartóztatják. A kudarc miatt a lakótelepen élők többen beadják a derekukat és eladják a házukat Shecknek. Miközben a lakók összepakolnak, a nagypapa elmesél egy történetet a híres „paradicsomincidensről”, azaz arról, hogyan vívták ki a városuk lakói a függetlenségüket. Arnold rájön, hogy ha ezt sikerül bizonyítani, akkor az egész lakótelep műemléki védettséget kaphatna és elkerülhetné a lerombolást. Sajnos az ezt bizonyító dokumentum időközben Sheck tulajdonába került, aki azonban ezt letagadja, és kidobja Arnoldot és Geraldot az irodájából.
Ahogy közeledik az építkezés kezdete, Arnold rejtélyes telefonhívást kap egy mély hangú illetőtől, aki azt állítja, hogy Sheck hazudik, és igenis nála van a kérdéses dokumentum. Arnold és Gerald sikeresen megszerzik az azt rejtő széf kulcsát Sheck egyik emberétől, Nick Vermicellitől. Amikor Nick észreveszi, hogy eltűnt a kulcs, egyből szól a főnökének. Közben a panzióban maradó lakók úgy döntenek, hogy ha Arnold terve nem válna be, egy alternatív módszerrel próbálják elejét venni az építkezésnek: aláaknázzák a csatornarendszert dinamittal, hogy robbanthassanak. Nem sokkal később Big Bob is csatlakozik hozzájuk, ugyanis ő rájött, hogy Nick, akit a partnerének hitt, ki akarja őt forgatni a cégéből az építkezéssel.
Bridget ügynök segítségével Arnold és Gerald bejutnak a cég főhadiszállására, és eljutnak a széfhez is, azt azonban üresen találják. Váratlanul megjelenik Sheck, kezében a dokumentummal. Közli, hogy egyik őse kormányzó volt, akit a „paradicsomincidens” idején megszégyenítettek, és az egész építkezés egyfajta kicsinyes bosszú tőle a múltbeli sérelmekért. Ezután elégeti a bizonyítékot, majd kidobatja Geraldot és Arnoldot. Sikerül megszökniük, bár küldetésüket sikertelennek érzik – mindaddig, míg a rejtélyes mély hang újra nem telefonál és nem közli, hogy érdemes lenne megszerezni a kamerafelvételeket arról, ahogy Sheck elégeti a dokumentumot.
Ekkor Arnold rájön, hogy a rejtélyes mély hang valójában Helga. Megkérdezi tőle, miért csinálja ezt az egészet, mire Helga zavarosan szerelmet vall, és megcsókolja Arnoldot. Egy busz segítségével jutnak haza, még éppen idejében. Épp akkor ér oda a polgármester és a híradó is. Arnold és Bridget egy nagy kijelzőn keresztül megmutatják mindenkinek a Sheck mesterkedéseit tartalmazó filmfelvételt, minek hatására a polgármester műemléki védettséget ad az egész városrésznek.
Sheck a helyszínre érkezik, mert nem érti, miért nem kezdődött már el az építkezés. A nagymamának hála, aki megszökött a börtönből, letartóztatják. Harold véletlenül felrobbantja a nagypapáék által elhelyezett dinamitokat, azok azonban a város helyett csak a hatalmas kijelzőt semmisítik meg. Helga letagadja, hogy szerelmes lenne Arnoldba, közli, hogy csak a pillanat hevében mondta, amit mondott. Arnold, bár efelől nincs meggyőződve, úgy tesz, mint aki elhiszi.

## Szereplők
| Szereplő              | Angol hang             | Magyar hang        |
| --------------------- | ---------------------- | ------------------ |
| Arnold                | Spencer Klein          | Molnár Levente     |
| Pataki Helga          | Francesca Marie Smith  | Kiss Virág         |
| Gerald Johanssen      | Jamil Walker Smith     | Seszták Szabolcs   |
| Phil nagypapa         | Dan Castellaneta       | Forgács Gábor      |
| Gertie nagyi          | Tress MacNeille        | Bessenyei Emma     |
| Scheck                | Paul Sorvino           | Koroknay Géza      |
| Bridget               | Jennifer Jason Leigh   |                    |
| Halottkém             | Christopher Lloyd      | Végh Ferenc        |
| Big Bob Pataki        | Maurice LaMarche       | Áron László        |
| Sid                   | Sam Gifaldi            | Előd Botond        |
| Stinky Peterson       | Christopher P. Walberg | Markovics Tamás    |
| Rózi Lloyd Wellington | Olivia Hack            | Bogdányi Titanilla |
| Jenci Horowitz        | Blake McIver Ewing     | Előd Álmos         |
| Phoebe Heyerdahl      | Anndi McAfee           | Molnár Ilona       |
| Harold Berman         | Justin Shenkarow       | Simonyi Balázs     |
| Mr. Bailey            | Vincent Schiavelli     | Lippai László      |
| Miriam Pataki         | Kath Soucie            |                    |
| Mr. Green             | James Keane            | Gyürki István      |
| Vitello néni          | Elizabeth Ashley       |                    |
| Oskar Kokoshka        | Steve Viksten          | Koncz István       |
| Ernie Potts           | Dom Irrera             | Imre István        |
| Mr. Hyunh             | Baoan Coleman          | Szokol Péter       |

## A film készítése
1998-ban a Nickelodeon berendelte a Hé, Arnold! sorozat negyedik évadát. Craig Bartlett ígéretet kapott arra, hogy ehhez kapcsolódóan elkészíthessen két egész estés filmet. 2001-ben nekiláttak az első elkészítésének, "Arnold megmenti a várost" munkacímen. Eredetileg csak tévében adták volna és DVD-n jelent volna meg, de a sikeres próbavetítések után úgy döntöttek, hogy ebből mozifilm lesz. Erre a döntésre a Fecsegő tipegők sikeres mozifilmjei után jutottak. A Hé, Arnold esetében sajnos nem volt ekkora a siker, a film rosszul teljesített. Ennek ellenére már ekkor tervezték hozzá a folytatást, a sorozat elvarratlan szálainak lezárását megvalósító Hé, Arnold – A Dzsungel film-et. A sorozat leállítása és Craig Bartlett Nickelodeontól való távozása okán aztán közel tizenöt évig nem készült el a második film, azt csak 2017 őszén mutatták be, mint tévéfilmet.

## Fordítás
- Ez a szócikk részben vagy egészben  a   Hey Arnold!: The Movie című angol Wikipédia-szócikk ezen változatának fordításán alapul.  Az eredeti cikk szerkesztőit annak laptörténete sorolja fel. Ez a jelzés csupán a megfogalmazás eredetét és a szerzői jogokat jelzi, nem szolgál a cikkben szereplő információk forrásmegjelöléseként.